# Червона гербова марка
«Червоні гербові марки» (кит. трад. 紅印花郵票; англ. «Red Revenues») — китайські фіскальні марки династії Цін, на яких у 1897 році було зроблено наддрук нового тарифу для використання в якості поштових марок. Їхня обмежена кількість, прекрасний дизайн і глибокий друк зробили марки цієї серії одними з найбільш затребуваних у світі.
Є кілька різновидів «Червоних гербових марок», з яких «Маленький один долар» (англ. «Small One Dollar») — найрідкісніший і найцінніший. Її називають «найрідкішою нормативно випущеною маркою Китаю». На аукціоні в Гонконзі в 2013 році одиночну марку продали за 6,9 млн гонконзьких доларів. Інший екземпляр продано на аукціоні в Пекіні в 2013 році за 7,22 млн юанів. Квартблок, який вважається «перлиною» китайської філателії, за повідомленнями в пресі, був проданий у 2009 році разом з іншою маркою за 120 млн юанів (18,8 млн доларів США).

## Історія

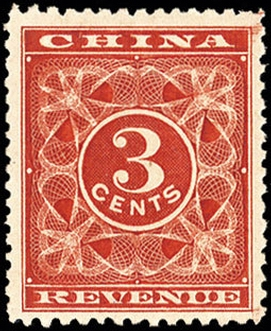
Червона гербова марка номіналом 3 центи без наддруку

У січні 1896 року цензор Чень Бі, чиновник уряду Цін звернувся до імператора Цзайтянь з проханням випустити фіскальні марки. Пробні відтиски представлені на затвердження серу Роберту Гарту, генерального інспектора митниці. Із замовлених в Англії фіскальних марок лише частину марок номіналом 3 центи було надруковано та відправлено до Китаю. Вони зберігалися у Шанхайському митному управлінні. «Червоні гербові марки» номіналом 3 центи надруковала компанія Waterlow & Sons у Лондоні. Червоний колір символізує успіх і щастя в китайській традиції.
20 березня 1896 року уряд Цін схвалив план створення національної поштової служби під контролем Митного управління. При відкритті поштової служби в лютому 1897 року замовлені з Японії поштові марки «Дракон, що звивається» не були доставлені вчасно. Для задоволеня попиту на червоних фіскальних марках, що лежать без справи, номіналом у 3 центи було зроблено наддрук. Відомі наддруки п'яти номіналів: 1 ц, 2 ц, 4 ц, 1 долар та 5 доларів.

## «Маленький один долар»

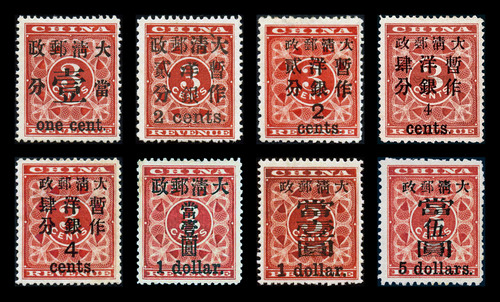
На «Червоних гербових марках» стоять вісім різних наддруків (п'яти номіналів)

Серед перших наддруків номіналів був наддрук в 1 долар. Через скарги на те, що розмір китайських ієрогліфів наддруку був занадто малий, були виготовлені лише два аркуші (по 25 марок кожен), перш ніж їх замінили на ієрогліфи більшого розміру. Завдяки своїй рідкості марки «Маленький один долар» стали одними із найцінніших марок у світі. Відомо, що їх існує лише 32 екземпляри.
Перлиною серед 32 марок «Маленький один долар» є квартблок, що спочатку належав Р. А. де Віллару, який отримав його безпосередньо в митниці, де працював. М. Д. Чоу купив його у вдови Віллара в 1927 році за 3500 канадських доларів. Квартблок продали Аллану Гоксону (郭植芳) в 1947 році за 20 тисяч доларів США, а гонконзький банкір і філателіст Лам Маньїн (林文琰) купив його зі спадкової маси Гоксона в 1982 році за 280 тисяч доларів США. Шанхайський магнат у галузі нерухомості Дін Цзінсун (丁劲松) купив його у Лама в 2009 році разом із поштовою маркою «Великий дракон» за 120 мільйонів юанів (18,8 млн доларів США).